# Oscar a la millor fotografia
L'Oscar a la millor fotografia és un premi atorgat per l'Acadèmia de les Arts i les Ciències Cinematogràfiques, tots els anys des de 1928, atorgat cada any a un fotògraf per la seva feina en una determinada pel·lícula.
Durant el seu primer any, 1927-28, aquest premi (com altres premis) no es va lligar a una pel·lícula específica; tot el treball dels fotògrafs nominats durant el període que es qualificava es llistava després dels seus noms. El problema amb aquest sistema va ser obvi ja el primer any, des que Karl Struss i Charles Rosher van ser nominats per al seu treball junts a Sunrise però altres tres pel·lícules filmades individualment o per Rosher o per Struss també es llistaven com a part de la nominació. El segon any, 1928-29, no hi va haver nominacions, tot i que l'Acadèmia té una llista de títols per la consideració del jurat. Durant el tercer any, 1929-30, es van nominar pel·lícules, no fotògrafs, i el premi final no mostrava el nom del cinematògraf.
Finalment, als premis de 1931, va ser adoptat el sistema modern en totes les categories, en el qual els individus proposats es relacionen amb una única pel·lícula cadascun. Des de 1939 a 1967 (amb l'excepció de 1957), hi va haver també premis separats per al color i per al blanc i negre. Des d'aleshores, l'única pel·lícula en blanc i negre que ha guanyat el premi ha estat La llista de Schindler (1993).
Floyd Crosby va guanyar l'últim Premi de l'Acadèmia per a una pel·lícula muda, Tabu el 1931. Hal Mohr va guanyar l'únic premi sense haver estat nominat de l'Acadèmia, el 1935, per a A Midsummer Night's Dream. Mohr va ser també la primera persona a guanyar el premis en blanc i negre i en color.
Tots els anys han estat atorgats els premis.

## Guanyadors i nominats

### Dècada de 1920
| Any     | Director/s de fotografia   | Pel·lícula                      |
| ------- | -------------------------- | ------------------------------- |
| 1927/28 | Charles Rosher Karl Struss | Sunrise: A Song of Two Humans   |
| 1927/28 | George Barnes              | The Devil Dancer                |
| 1927/28 | George Barnes              | The Magic Flame                 |
| 1927/28 | George Barnes              | Sadie Thompson                  |
| 1928/29 | Clyde DeVinna              | White Shadows in the South Seas |
| 1928/29 | John F. Seitz              | The Divine Lady                 |
| 1928/29 | Ernest Palmer              | 4 Devils                        |
| 1928/29 | Arthur Edeson              | In Old Arizona                  |
| 1928/29 | George Barnes              | Our Dancing Daughters           |
| 1928/29 | Ernest Palmer              | Els àngels del carrer           |

### Dècada de 1930
| Any | Director/s de fotografia              | Director/s de fotografia              | Pel·lícula                        | Pel·lícula                               |
| --- | ------------------------------------- | ------------------------------------- | --------------------------------- | ---------------------------------------- |
| 1929/30 | Joseph T. Rucker Willard Van der Veer | Joseph T. Rucker Willard Van der Veer | With Byrd at the South Pole       | With Byrd at the South Pole              |
| 1929/30 | Arthur Edeson                         | Arthur Edeson                         | All Quiet on the Western Front    | All Quiet on the Western Front           |
| 1929/30 | William H. Daniels                    | William H. Daniels                    | Anna Christie                     | Anna Christie                            |
| 1929/30 | Tony Gaudio Harry Perry               | Tony Gaudio Harry Perry               | Hell's Angels                     | Hell's Angels                            |
| 1929/30 | Victor Milner                         | Victor Milner                         | The Love Parade                   | The Love Parade                          |
| 1930/31 | Floyd Crosby                          | Floyd Crosby                          | Tabu: A Story of the South Seas   | Tabu: A Story of the South Seas          |
| 1930/31 | Edward Cronjager                      | Edward Cronjager                      | Cimarron                          | Cimarron                                 |
| 1930/31 | Lee Garmes                            | Lee Garmes                            | Morocco                           | Morocco                                  |
| 1930/31 | Charles Lang                          | Charles Lang                          | The Right to Love                 | The Right to Love                        |
| 1930/31 | Barney McGill                         | Barney McGill                         | Svengali                          | Svengali                                 |
| 1931/32 | Lee Garmes                            | Lee Garmes                            | Shanghai Express                  | Shanghai Express                         |
| 1931/32 | Ray June                              | Ray June                              | Arrowsmith                        | Arrowsmith                               |
| 1931/32 | Karl Struss                           | Karl Struss                           | El Dr. Jekyll i el Sr. Hyde       | El Dr. Jekyll i el Sr. Hyde              |
| 1932/33 | Charles Lang                          | Charles Lang                          | Adéu a les armes                  | Adéu a les armes                         |
| 1932/33 | George J. Folsey                      | George J. Folsey                      | Reunion in Vienna                 | Reunion in Vienna                        |
| 1932/33 | Karl Struss                           | Karl Struss                           | The Sign of the Cross             | The Sign of the Cross                    |
| 1934 | Victor Milner                         | Victor Milner                         | Cleopatra                         | Cleopatra                                |
| 1934 | Charles Rosher                        | Charles Rosher                        | The Affairs of Cellini            | The Affairs of Cellini                   |
| 1934 | George J. Folsey                      | George J. Folsey                      | Operator 13                       | Operator 13                              |
| 1935 | Hal Mohr                              | Hal Mohr                              | A Midsummer Night's Dream         | A Midsummer Night's Dream                |
| 1935 | Ray June                              | Ray June                              | Barbary Coast                     | Barbary Coast                            |
| 1935 | Victor Milner                         | Victor Milner                         | The Crusades                      | The Crusades                             |
| 1935 | Gregg Toland                          | Gregg Toland                          | Les Misérables                    | Les Misérables                           |
| Es va començar a atorgar un premi a la fotografia en color com a assoliment especial                                                                      |                                       |                                       |                                   |                                          |
| Any | Blanc i negre                         | Blanc i negre                         | Color                             | Color                                    |
| Any | Director/s de fotografia              | Pel·lícula                            | Director/s de fotografia          | Pel·lícula                               |
| 1936 | Tony Gaudio                           | Anthony Adverse                       | W. Howard Greene Harold Rosson    | The Garden of Allah                      |
| 1936 | Victor Milner                         | The General Died at Dawn              |                                   |                                          |
| 1936 | George J. Folsey                      | The Gorgeous Hussy                    |                                   |                                          |
| 1937 | Karl Freund                           | The Good Earth                        | W. Howard Greene                  | Ha nascut una estrella                   |
| 1937 | Gregg Toland                          | Punt mort                             |                                   |                                          |
| 1937 | Joseph A. Valentine                   | Wings Over Honolulu                   |                                   |                                          |
| 1938 | Joseph Ruttenberg                     | The Great Waltz                       | Oliver T. Marsh Allen Davey       | Sweethearts                              |
| 1938 | James Wong Howe                       | Algiers                               |                                   |                                          |
| 1938 | Ernest Miller Harry J. Wild           | Army Girl                             |                                   |                                          |
| 1938 | Victor Milner                         | El bucaner                            |                                   |                                          |
| 1938 | Ernest Haller                         | Jezebel                               |                                   |                                          |
| 1938 | Joseph A. Valentine                   | Mad About Music                       |                                   |                                          |
| 1938 | Norbert Brodine                       | Merrily We Live                       |                                   |                                          |
| 1938 | J. Peverell Marley                    | Suez                                  |                                   |                                          |
| 1938 | Robert De Grasse                      | Intrigues femenines                   |                                   |                                          |
| 1938 | Joseph Walker                         | No us l'endureu pas                   |                                   |                                          |
| 1938 | Leon Shamroy                          | The Young in Heart                    |                                   |                                          |
| El premis es va separar en dos: fotografia en blanc i negre (Best Cinematography in Black-and-white) i fotografia en color (Best Cinematography in Color) |                                       |                                       |                                   |                                          |
| 1939 | Gregg Toland                          | Cims borrascosos                      | Ernest Haller Ray Rennahan        | Allò que el vent s'endugué               |
| 1939 | Joseph A. Valentine                   | First Love                            | Ray Rennahan Bert Glennon         | Drums Along the Mohawk                   |
| 1939 | Victor Milner                         | The Great Victor Herbert              | Georges Périnal Osmond Borradaile | Les quatre plomes                        |
| 1939 | Joseph H. August                      | Gunga Din                             | William V. Skall                  | El Mikado                                |
| 1939 | Gregg Toland                          | Intermezzo: A Love Story              | Sol Polito W. Howard Greene       | The Private Lives of Elizabeth and Essex |
| 1939 | Tony Gaudio                           | Juarez                                | Harold Rosson                     | El màgic d'Oz                            |
| 1939 | Norbert Brodine                       | Lady of the Tropics                   |                                   |                                          |
| 1939 | Joseph Walker                         | Només els àngels tenen ales           |                                   |                                          |
| 1939 | Bert Glennon                          | Stagecoach                            |                                   |                                          |
| 1939 | Arthur C. Miller                      | The Rains Came                        |                                   |                                          |

### Dècada de 1940
| Any  | Blanc i negre                                  | Blanc i negre                 | Color                                               | Color                       |
| Any  | Director/s de fotografia                       | Pel·lícula                    | Director/s de fotografia                            | Pel·lícula                  |
| ---- | ---------------------------------------------- | ----------------------------- | --------------------------------------------------- | --------------------------- |
| 1940 | George Barnes                                  | Rebecca                       | Georges Périnal                                     | El lladre de Bagdad         |
| 1940 | James Wong Howe                                | Abe Lincoln a Illinois        | Oliver T. Marsh Allen M. Davey                      | Bitter Sweet                |
| 1940 | Ernest Haller                                  | All This, and Heaven Too      | Arthur C. Miller Ray Rennahan                       | The Blue Bird               |
| 1940 | Charles Lang                                   | Aixeca't, amor meu            | Leon Shamroy Ray Rennahan                           | Down Argentine Way          |
| 1940 | Harold Rosson                                  | Boom Town                     | Victor Milner W. Howard Greene                      | North West Mounted Police   |
| 1940 | Rudolph Maté                                   | Enviat especial               | Sidney Wagner William V. Skall                      | El pas del nord-oest        |
| 1940 | Tony Gaudio                                    | La carta                      |                                                     |                             |
| 1940 | Gregg Toland                                   | El retorn a casa              |                                                     |                             |
| 1940 | Joseph A. Valentine                            | Spring Parade                 |                                                     |                             |
| 1940 | Joseph Ruttenberg                              | Waterloo Bridge               |                                                     |                             |
| 1941 | Arthur C. Miller                               | Que verda era la meva vall    | Ernest Palmer Ray Rennahan                          | Blood and Sand              |
| 1941 | Karl Freund                                    | The Chocolate Soldier         | Wilfred M. Cline Karl Struss William E. Snyder      | Aloma of the South Seas     |
| 1941 | Gregg Toland                                   | Ciutadà Kane                  | William V. Skall Leonard Smith                      | Billy the Kid               |
| 1941 | Joseph Ruttenberg                              | Dr. Jekyll and Mr. Hyde       | Karl Freund W. Howard Greene                        | Blossoms in the Dust        |
| 1941 | Joseph Walker                                  | Here Comes Mr. Jordan         | Bert Glennon                                        | Dive Bomber                 |
| 1941 | Leo Tover                                      | Hold Back the Dawn            | Harry Hallenberger Ray Rennahan                     | Louisiana Purchase          |
| 1941 | Sol Polito                                     | El sergent York               |                                                     |                             |
| 1941 | Edward Cronjager                               | Sun Valley Serenade           |                                                     |                             |
| 1941 | Charles Lang                                   | Sundown                       |                                                     |                             |
| 1941 | Rudolph Maté                                   | Lady Hamilton                 |                                                     |                             |
| 1942 | Joseph Ruttenberg                              | Mrs. Miniver                  | Leon Shamroy                                        | The Black Swan              |
| 1942 | James Wong Howe                                | Kings Row                     | Milton R. Krasner William V. Skall W. Howard Greene | Arabian Nights              |
| 1942 | Stanley Cortez                                 | Els magnífics Amberson        | Sol Polito                                          | Captains of the Clouds      |
| 1942 | Charles G. Clarke                              | Moontide                      | W. Howard Greene                                    | El llibre de la selva       |
| 1942 | Edward Cronjager                               | The Pied Piper                | Victor Milner William V. Skall                      | Reap the Wild Wind          |
| 1942 | Rudolph Maté                                   | L'orgull dels ianquis         | Edward Cronjager William V. Skall                   | To the Shores of Tripoli    |
| 1942 | John J. Mescall                                | Take a Letter, Darling        |                                                     |                             |
| 1942 | Ted Tetzlaff                                   | The Talk of the Town          |                                                     |                             |
| 1942 | Leon Shamroy                                   | Ten Gentlemen from West Point |                                                     |                             |
| 1942 | Arthur C. Miller                               | This Above All                |                                                     |                             |
| 1943 | Arthur C. Miller                               | The Song of Bernadette        | Hal Mohr W. Howard Greene                           | Phantom of the Opera        |
| 1943 | James Wong Howe Elmer Dyer Charles A. Marshall | Air Force                     | Ray Rennahan                                        | Per qui toquen les campanes |
| 1943 | Arthur Edeson                                  | Casablanca                    | Edward Cronjager                                    | Heaven Can Wait             |
| 1943 | Tony Gaudio                                    | Corvette K-225                | Charles G. Clarke Allen M. Davey                    | Hello, Frisco, Hello        |
| 1943 | John F. Seitz                                  | Five Graves to Cairo          | Leonard Smith                                       | Lassie Come Home            |
| 1943 | Harry Stradling                                | The Human Comedy              | George J. Folsey                                    | Thousands Cheer             |
| 1943 | Joseph Ruttenberg                              | Madame Curie                  |                                                     |                             |
| 1943 | James Wong Howe                                | The North Star                |                                                     |                             |
| 1943 | Rudolph Maté                                   | Sahara                        |                                                     |                             |
| 1943 | Charles Lang                                   | So Proudly We Hail!           |                                                     |                             |
| 1944 | Joseph LaShelle                                | Laura                         | Leon Shamroy                                        | Wilson                      |
| 1944 | John F. Seitz                                  | Double Indemnity              | Rudolph Maté Allen M. Davey                         | Les models                  |
| 1944 | Sidney Wagner                                  | Dragon Seed                   | Edward Cronjager                                    | Home in Indiana             |
| 1944 | Joseph Ruttenberg                              | Gaslight                      | Charles Rosher                                      | Kismet                      |
| 1944 | Lionel Lindon                                  | Going My Way                  | Ray Rennahan                                        | Lady in the Dark            |
| 1944 | Glen MacWilliams                               | El bot salvavides             | George J. Folsey                                    | Meet Me in St. Louis        |
| 1944 | Stanley Cortez Lee Garmes                      | Since You Went Away           |                                                     |                             |
| 1944 | Robert Surtees Harold Rosson                   | Thirty Seconds Over Tokyo     |                                                     |                             |
| 1944 | Charles Lang                                   | The Uninvited                 |                                                     |                             |
| 1944 | George J. Folsey                               | The White Cliffs of Dover     |                                                     |                             |
| 1945 | Harry Stradling                                | The Picture of Dorian Gray    | Leon Shamroy                                        | Que el cel la jutgi         |
| 1945 | Arthur C. Miller                               | The Keys of the Kingdom       | Robert H. Planck Charles P. Boyle                   | Lleveu àncores!             |
| 1945 | John F. Seitz                                  | Dies perduts                  | Leonard Smith                                       | El foc de la joventut       |
| 1945 | Ernest Haller                                  | Mildred Pierce                | Tony Gaudio Allen M. Davey                          | A Song to Remember          |
| 1945 | George Barnes                                  | Spellbound                    | George Barnes                                       | Pirates del Carib           |
| 1946 | Arthur C. Miller                               | Anna i el rei de Siam         | Charles Rosher Leonard Smith Arthur E. Arling       | El despertar                |
| 1946 | George J. Folsey                               | The Green Years               | Joseph Walker                                       | The Jolson Story            |
| 1947 | Guy Green                                      | Grans esperances              | Jack Cardiff                                        | Narcís negre                |
| 1947 | George J. Folsey                               | Green Dolphin Street          | J. Peverell Marley William V. Skall                 | La vida amb el pare         |
| 1947 | Charles Lang                                   | El fantasma i la senyora Muir | Harry Jackson                                       | Mother Wore Tights          |
| 1948 | William H. Daniels                             | The Naked City                | Joseph A. Valentine William V. Skall Winton Hoch    | Joan of Arc                 |
| 1948 | Charles Lang                                   | A Foreign Affair              | Charles G. Clarke                                   | Green Grass of Wyoming      |
| 1948 | Nicholas Musuraca                              | Mai l'oblidaré                | William E. Snyder                                   | Els amors de Carmen         |
| 1948 | Ted D. McCord                                  | Johnny Belinda                | Robert H. Planck                                    | The Three Musketeers        |
| 1948 | Joseph H. August                               | Retrat de Jennie              |                                                     |                             |
| 1949 | Paul C. Vogel                                  | Battleground                  | Winton Hoch                                         | La legió invencible         |
| 1949 | Franz Planer                                   | Champion                      | Harry Stradling                                     | The Barkleys of Broadway    |
| 1949 | Joseph LaShelle                                | Come to the Stable            | William E. Snyder                                   | Jolson Sings Again          |
| 1949 | Leo Tover                                      | The Heiress                   | Robert H. Planck Charles Schoenbaum                 | Donetes                     |
| 1949 | Leon Shamroy                                   | Prince of Foxes               | Charles G. Clarke                                   | Sand                        |

### Dècada de 1950
| Any                                                                                              | Blanc i negre             | Blanc i negre              | Color                           | Color                            |
| Any                                                                                              | Director/s de fotografia  | Pel·lícula                 | Director/s de fotografia        | Pel·lícula                       |
| ------------------------------------------------------------------------------------------------ | ------------------------- | -------------------------- | ------------------------------- | -------------------------------- |
| 1950                                                                                             | Robert Krasker            | El tercer home             | Robert Surtees                  | Les mines del rei Salomó         |
| 1950                                                                                             | Milton R. Krasner         | Tot sobre Eva              | Charles Rosher                  | Annie Get Your Gun               |
| 1950                                                                                             | Harold Rosson             | La jungla d'asfalt         | Ernest Palmer                   | Fletxa trencada                  |
| 1950                                                                                             | Victor Milner             | The Furies                 | Ernest Haller                   | El falcó i la fletxa             |
| 1950                                                                                             | John F. Seitz             | Sunset Boulevard           | George Barnes                   | Samson and Delilah               |
| 1951                                                                                             | William C. Mellor         | A Place in the Sun         | Alfred Gilks John Alton         | Un americà a París               |
| 1951                                                                                             | Franz Planer              | La mort d'un viatjant      | Leon Shamroy                    | David i Betsabé                  |
| 1951                                                                                             | Norbert Brodine           | The Frogmen                | Robert Surtees William V. Skall | Quo Vadis                        |
| 1951                                                                                             | Robert Burks              | Estranys en un tren        | Charles Rosher                  | Show Boat                        |
| 1951                                                                                             | Harry Stradling           | A Streetcar Named Desire   | John F. Seitz W. Howard Greene  | When Worlds Collide              |
| 1952                                                                                             | Robert Surtees            | The Bad and the Beautiful  | Winton Hoch Archie Stout        | The Quiet Man                    |
| 1952                                                                                             | Russell Harlan            | Riu de sang                | Harry Stradling                 | El fabulós Andersen              |
| 1952                                                                                             | Joseph LaShelle           | My Cousin Rachel           | Freddie Young                   | Ivanhoe                          |
| 1952                                                                                             | Virgil Miller             | Navajo                     | George J. Folsey                | Million Dollar Mermaid           |
| 1952                                                                                             | Charles Lang              | Sudden Fear                | Leon Shamroy                    | The Snows of Kilimanjaro         |
| 1953                                                                                             | Burnett Guffey            | D'aquí a l'eternitat       | Loyal Griggs                    | Arrels profundes                 |
| 1953                                                                                             | Hal Mohr                  | The Four Poster            | George J. Folsey                | Tots els germans eren valents    |
| 1953                                                                                             | Joseph Ruttenberg         | Julius Caesar              | Edward Cronjager                | Beneath the 12-Mile Reef         |
| 1953                                                                                             | Joseph C. Brun            | Martin Luther              | Robert H. Planck                | Lilí                             |
| 1953                                                                                             | Franz Planer Henri Alekan | Vacances a Roma            | Leon Shamroy                    | La túnica sagrada                |
| 1954                                                                                             | Boris Kaufman             | La llei del silenci        | Milton R. Krasner               | Three Coins in the Fountain      |
| 1954                                                                                             | John F. Warren            | The Country Girl           | Leon Shamroy                    | Sinuhé, l'egipci                 |
| 1954                                                                                             | George J. Folsey          | Executive Suite            | Robert Burks                    | La finestra indiscreta           |
| 1954                                                                                             | John F. Seitz             | Rogue Cop                  | George J. Folsey                | Set núvies per a set germans     |
| 1954                                                                                             | Charles Lang              | Sabrina                    | William V. Skall                | El calze de plata                |
| 1955                                                                                             | James Wong Howe           | The Rose Tattoo            | Robert Burks                    | To Catch a Thief                 |
| 1955                                                                                             | Russell Harlan            | La jungla de les pissarres | Harry Stradling                 | Ells i elles                     |
| 1955                                                                                             | Arthur E. Arling          | I'll Cry Tomorrow          | Leon Shamroy                    | Love Is a Many-Splendored Thing  |
| 1955                                                                                             | Joseph LaShelle           | Marty                      | Harold Lipstein                 | A Man Called Peter               |
| 1955                                                                                             | Charles Lang              | L'abella reina             | Robert Surtees                  | Oklahoma                         |
| 1956                                                                                             | Joseph Ruttenberg         | Somebody Up There Likes Me | Lionel Lindon                   | La volta al món en vuitanta dies |
| 1956                                                                                             | Boris Kaufman             | Baby Doll                  | Harry Stradling                 | La història d'Eddy Duchin        |
| 1956                                                                                             | Harold Rosson             | The Bad Seed               | Leon Shamroy                    | The King and I                   |
| 1956                                                                                             | Burnett Guffey            | Més dura serà la caiguda   | Loyal Griggs                    | Els Deu Manaments                |
| 1956                                                                                             | Walter Strenge            | Stagecoach to Fury         | Jack Cardiff                    | Guerra i pau                     |
| Els dos premis (en color i en blanc i negre) es van combinar en un de sol a la millor fotografia |                           |                            |                                 |                                  |
| Any                                                                                              | Director/s de fotografia  | Director/s de fotografia   | Pel·lícula                      | Pel·lícula                       |
| 1957                                                                                             | Jack Hildyard             | Jack Hildyard              | El pont del riu Kwai            | El pont del riu Kwai             |
| 1957                                                                                             | Milton R. Krasner         | Milton R. Krasner          | Tu i jo                         | Tu i jo                          |
| 1957                                                                                             | Ray June                  | Ray June                   | Funny Face                      | Funny Face                       |
| 1957                                                                                             | William C. Mellor         | William C. Mellor          | Peyton Place                    | Peyton Place                     |
| 1957                                                                                             | Ellsworth Fredericks      | Ellsworth Fredericks       | Sayonara                        | Sayonara                         |
| El premi a la millor fotografia es va tornar a separar en color i en blanc i negre               |                           |                            |                                 |                                  |
| Any                                                                                              | Blanc i negre             | Blanc i negre              | Color                           | Color                            |
| Any                                                                                              | Director/s de fotografia  | Pel·lícula                 | Director/s de fotografia        | Pel·lícula                       |
| 1958                                                                                             | Sam Leavitt               | Fugitius                   | Joseph Ruttenberg               | Gigí                             |
| 1958                                                                                             | Daniel L. Fapp            | Desire Under the Elms      | Harry Stradling                 | La tia Mame                      |
| 1958                                                                                             | Lionel Lindon             | Vull viure                 | William H. Daniels              | La gata sobre la teulada de zinc |
| 1958                                                                                             | Charles Lang              | Taules separades           | James Wong Howe                 | The Old Man and the Sea          |
| 1958                                                                                             | Joseph MacDonald          | El ball dels maleïts       | Leon Shamroy                    | South Pacific                    |
| 1959                                                                                             | William C. Mellor         | The Diary of Anne Frank    | Robert Surtees                  | Ben-Hur                          |
| 1959                                                                                             | Sam Leavitt               | Anatomia d'un assassinat   | Lee Garmes                      | The Big Fisherman                |
| 1959                                                                                             | Joseph LaShelle           | Career                     | Daniel L. Fapp                  | The Five Pennies                 |
| 1959                                                                                             | Charles Lang              | Ningú no és perfecte       | Franz Planer                    | The Nun's Story                  |
| 1959                                                                                             | Harry Stradling           | The Young Philadelphians   | Leon Shamroy                    | Porgy and Bess                   |

### Dècada de 1960
| Any | Blanc i negre                | Blanc i negre                  | Color                                                             | Color                                |
| Any | Director/s de fotografia     | Pel·lícula                     | Director/s de fotografia                                          | Pel·lícula                           |
| --- | ---------------------------- | ------------------------------ | ----------------------------------------------------------------- | ------------------------------------ |
| 1960 | Freddie Francis              | Sons and Lovers                | Russell Metty                                                     | Espàrtac                             |
| 1960 | Joseph LaShelle              | L'apartament                   | William H. Clothier                                               | El Álamo                             |
| 1960 | Charles Lang                 | The Facts of Life              | Joseph Ruttenberg Charles Harten                                  | Una dona marcada                     |
| 1960 | Ernest Laszlo                | Inherit the Wind               | Sam Leavitt                                                       | Èxode                                |
| 1960 | John L. Russell              | Psicosi                        | Joseph MacDonald                                                  | Pepe                                 |
| 1961 | Eugen Schüfftan              | El vividor                     | Daniel L. Fapp                                                    | West Side Story                      |
| 1961 | Edward Colman                | The Absent-Minded Professor    | Jack Cardiff                                                      | Fanny                                |
| 1961 | Franz Planer                 | La calúmnia                    | Russell Metty                                                     | Promeses sense promès                |
| 1961 | Ernest Laszlo                | Els judicis de Nuremberg       | Harry Stradling                                                   | A Majority of One                    |
| 1961 | Daniel L. Fapp               | Un, dos, tres                  | Charles Lang                                                      | Un tipus dur                         |
| 1962 | Jean Bourgoin Walter Wottitz | The Longest Day                | Freddie Young                                                     | Lawrence d'Aràbia                    |
| 1962 | Burnett Guffey               | L'home d'Alcatraz              | Harry Stradling                                                   | La reina del vodevil                 |
| 1962 | Russell Harlan               | To Kill a Mockingbird          | Russell Harlan                                                    | Hatari                               |
| 1962 | Ted D. McCord                | Two for the Seesaw             | Robert Surtees                                                    | Motí a la Bounty                     |
| 1962 | Ernest Haller                | Què se n'ha fet, de Baby Jane? | Paul Vogel                                                        | El meravellós món dels germans Grimm |
| 1963 | James Wong Howe              | Hud                            | Leon Shamroy                                                      | Cleopatra                            |
| 1963 | George J. Folsey             | The Balcony                    | Leon Shamroy                                                      | El cardenal                          |
| 1963 | Lucien Ballard               | The Caretakers                 | William H. Daniels Milton R. Krasner Charles Lang Joseph LaShelle | La conquesta de l'Oest               |
| 1963 | Ernest Haller                | Els lliris dels prats          | Joseph LaShelle                                                   | Irma la douce                        |
| 1963 | Milton R. Krasner            | Love with the Proper Stranger  | Ernest Laszlo                                                     | El món és boig, boig, boig           |
| 1964 | Walter Lassally              | Zorba the Greek                | Harry Stradling                                                   | My Fair Lady                         |
| 1964 | Philip H. Lathrop            | The Americanization of Emily   | Geoffrey Unsworth                                                 | Becket                               |
| 1964 | Milton R. Krasner            | Fate Is the Hunter             | William H. Clothier                                               | Cheyenne Autumn                      |
| 1964 | Joseph F. Biroc              | Hush… Hush, Sweet Charlotte    | Edward Colman                                                     | Mary Poppins                         |
| 1964 | Gabriel Figueroa             | La nit de la iguana            | Daniel L. Fapp                                                    | The Unsinkable Molly Brown           |
| 1965 | Ernest Laszlo                | El vaixell dels bojos          | Freddie Young                                                     | Doctor Jivago                        |
| 1965 | Loyal Griggs                 | In Harm's Way                  | Leon Shamroy                                                      | El turment i l'èxtasi                |
| 1965 | Burnett Guffey               | King Rat                       | Russell Harlan                                                    | La gran cursa                        |
| 1965 | Conrad L. Hall               | Morituri                       | William C. Mellor Loyal Griggs                                    | The Greatest Story Ever Told         |
| 1965 | Robert Burks                 | A Patch of Blue                | Ted D. McCord                                                     | Somriures i llàgrimes                |
| 1966 | Haskell Wexler               | Qui té por de Virginia Woolf?  | Ted Moore                                                         | Un home per a l'eternitat            |
| 1966 | Joseph LaShelle              | Un cop de sort                 | Ernest Laszlo                                                     | Fantastic Voyage                     |
| 1966 | Kenneth Higgins              | Georgy                         | Russell Harlan                                                    | Hawai                                |
| 1966 | Marcel Grignon               | Es crema París?                | Conrad L. Hall                                                    | Els professionals                    |
| 1966 | James Wong Howe              | Seconds                        | Joseph MacDonald                                                  | El Iang-tsé en flames                |
| Els dos premis (en color i en blanc i negre) es van tornar a combinar en un de sol a la millor fotografia |                              |                                |                                                                   |                                      |
| Any | Director/s de fotografia     | Director/s de fotografia       | Pel·lícula                                                        | Pel·lícula                           |
| 1967 | Burnett Guffey               | Burnett Guffey                 | Bonnie i Clyde                                                    | Bonnie i Clyde                       |
| 1967 | Richard H. Kline             | Richard H. Kline               | Camelot                                                           | Camelot                              |
| 1967 | Robert Surtees               | Robert Surtees                 | Doctor Dolittle                                                   | Doctor Dolittle                      |
| 1967 | Robert Surtees               | Robert Surtees                 | El graduat                                                        | El graduat                           |
| 1967 | Conrad L. Hall               | Conrad L. Hall                 | A sang freda                                                      | A sang freda                         |
| 1968 | Pasqualino De Santis         | Pasqualino De Santis           | Romeo and Juliet                                                  | Romeo and Juliet                     |
| 1968 | Harry Stradling              | Harry Stradling                | Funny Girl                                                        | Funny Girl                           |
| 1968 | Daniel L. Fapp               | Daniel L. Fapp                 | Estació polar Zebra                                               | Estació polar Zebra                  |
| 1968 | Oswald Morris                | Oswald Morris                  | Oliver!                                                           | Oliver!                              |
| 1968 | Ernest Laszlo                | Ernest Laszlo                  | Star!                                                             | Star!                                |
| 1969 | Conrad L. Hall               | Conrad L. Hall                 | Butch Cassidy and the Sundance Kid                                | Butch Cassidy and the Sundance Kid   |
| 1969 | Arthur Ibbetson              | Arthur Ibbetson                | Anna dels mil dies                                                | Anna dels mil dies                   |
| 1969 | Charles Lang                 | Charles Lang                   | Bob, Carol, Ted i Alice                                           | Bob, Carol, Ted i Alice              |
| 1969 | Harry Stradling              | Harry Stradling                | Hello, Dolly!                                                     | Hello, Dolly!                        |
| 1969 | Daniel L. Fapp               | Daniel L. Fapp                 | Marooned                                                          | Marooned                             |

### Dècada de 1970
| Any  | Director/s de fotografia                                       | Pel·lícula                           |
| ---- | -------------------------------------------------------------- | ------------------------------------ |
| 1970 | Freddie Young                                                  | La filla de Ryan                     |
| 1970 | Fred J. Koenekamp                                              | Patton                               |
| 1970 | Ernest Laszlo                                                  | Airport                              |
| 1970 | Charles F. Wheeler Osami Furuya Sinsaku Himeda Masamichi Satoh | Tora! Tora! Tora!                    |
| 1970 | Billy Williams                                                 | Dones enamorades                     |
| 1971 | Oswald Morris                                                  | El violinista a la teulada           |
| 1971 | Owen Roizman                                                   | French Connection                    |
| 1971 | Robert Surtees                                                 | L'última projecció                   |
| 1971 | Robert Surtees                                                 | Estiu del 42                         |
| 1971 | Freddie Young                                                  | Nicolau i Alexandra                  |
| 1972 | Geoffrey Unsworth                                              | Cabaret                              |
| 1972 | Charles B. Lang                                                | Les papallones són lliures           |
| 1972 | Douglas Slocombe                                               | Viatges amb la meva tia              |
| 1972 | Harold E. Stine                                                | L'aventura del Posidó                |
| 1972 | Harry Stradling, Jr                                            | 1776                                 |
| 1973 | Sven Nykvist                                                   | Crits i murmuris                     |
| 1973 | Jack Couffer                                                   | Jonathan Livingston Seagull          |
| 1973 | Owen Roizman                                                   | L'exorcista                          |
| 1973 | Harry Stradling, Jr.                                           | The Way We Were                      |
| 1973 | Robert Surtees                                                 | El cop                               |
| 1974 | Fred J. Koenekamp Joseph Biroc                                 | El colós en flames                   |
| 1974 | John A. Alonzo                                                 | Chinatown                            |
| 1974 | Philip Lathrop                                                 | Terratrèmol                          |
| 1974 | Bruce Surtees                                                  | Lenny                                |
| 1974 | Geoffrey Unsworth                                              | Assassinat a l'Orient Express        |
| 1975 | John Alcott                                                    | Barry Lyndon                         |
| 1975 | Conrad Hall                                                    | El dia de la llagosta                |
| 1975 | James Wong Howe                                                | Funny Lady                           |
| 1975 | Robert Surtees                                                 | The Hindenburg                       |
| 1975 | Haskell Wexler Bill Butler                                     | Algú va volar sobre el niu del cucut |
| 1976 | Haskell Wexler                                                 | Camí a la glòria                     |
| 1976 | Richard H. Kline                                               | King Kong                            |
| 1976 | Ernest Laszlo                                                  | La fuga de Logan                     |
| 1976 | Owen Roizman                                                   | Network                              |
| 1976 | Robert Surtees                                                 | Ha nascut una estrella               |
| 1977 | Vilmos Zsigmond                                                | Encontres a la tercera fase          |
| 1977 | William A. Fraker                                              | Buscant el Sr. Goodbar               |
| 1977 | Fred J. Koenekamp                                              | Islands in the Stream                |
| 1977 | Douglas Slocombe                                               | Julia                                |
| 1977 | Robert Surtees                                                 | The Turning Point                    |
| 1978 | Néstor Almendros                                               | Days of Heaven                       |
| 1978 | William A. Fraker                                              | El cel pot esperar                   |
| 1978 | Oswald Morris                                                  | El mag                               |
| 1978 | Robert Surtees                                                 | Same Time, Next Year                 |
| 1978 | Vilmos Zsigmond                                                | El caçador                           |
| 1979 | Vittorio Storaro                                               | Apocalypse Now                       |
| 1979 | Néstor Almendros                                               | Kramer contra Kramer                 |
| 1979 | William A. Fraker                                              | 1941                                 |
| 1979 | Frank Phillips                                                 | The Black Hole                       |
| 1979 | Giuseppe Rotunno                                               | Comença l'espectacle                 |

### Dècada de 1980
| Any  | Director/s de fotografia                | Pel·lícula                          |
| ---- | --------------------------------------- | ----------------------------------- |
| 1980 | Geoffrey Unsworth Ghislain Cloquet      | Tess                                |
| 1980 | Néstor Almendros                        | The Blue Lagoon                     |
| 1980 | Ralf D. Bode                            | Coal Miner's Daughter               |
| 1980 | Michael Chapman                         | Toro salvatge                       |
| 1980 | James Crabe                             | The Formula                         |
| 1981 | Vittorio Storaro                        | Rojos                               |
| 1981 | Miroslav Ondricek                       | Ragtime                             |
| 1981 | Douglas Slocombe                        | A la recerca de l'arca perduda      |
| 1981 | Alex Thomson                            | Excàlibur                           |
| 1981 | Billy Williams                          | On Golden Pond                      |
| 1982 | Billy Williams Ronnie Taylor            | Gandhi                              |
| 1982 | Néstor Almendros                        | La decisió de la Sophie             |
| 1982 | Allen Daviau                            | ET, l'extraterrestre                |
| 1982 | Owen Roizman                            | Tootsie                             |
| 1982 | Jost Vacano                             | El submarí                          |
| 1983 | Sven Nykvist                            | Fanny i Alexander                   |
| 1983 | Caleb Deschanel                         | Escollits per a la glòria           |
| 1983 | William A. Fraker                       | Jocs de guerra                      |
| 1983 | Don Peterman                            | Flashdance                          |
| 1983 | Gordon Willis                           | Zelig                               |
| 1984 | Chris Menges                            | Els crits del silenci               |
| 1984 | Ernest Day                              | Passatge a l'Índia                  |
| 1984 | Caleb Deschanel                         | El millor                           |
| 1984 | Miroslav Ondricek                       | Amadeus                             |
| 1984 | Vilmos Zsigmond                         | The River                           |
| 1985 | David Watkin                            | Out of Africa                       |
| 1985 | Allen Daviau                            | El color púrpura                    |
| 1985 | William A. Fraker                       | L'amor de Murphy                    |
| 1985 | Takao Saito Masaharu Ueda Asakazu Nakai | Ran                                 |
| 1985 | John Seale                              | Els principiants                    |
| 1986 | Chris Menges                            | La missió                           |
| 1986 | Jordan Cronenweth                       | Peggy Sue es va casar               |
| 1986 | Don Peterman                            | Star Trek 4: Missió salvar la Terra |
| 1986 | Tony Pierce-Roberts                     | Una habitació amb vista             |
| 1986 | Robert Richardson                       | Platoon                             |
| 1987 | Vittorio Storaro                        | L'últim emperador                   |
| 1987 | Michael Ballhaus                        | Broadcast News                      |
| 1987 | Allen Daviau                            | L'imperi del Sol                    |
| 1987 | Philippe Rousselot                      | Esperança i glòria                  |
| 1987 | Haskell Wexler                          | Matewan                             |
| 1988 | Peter Biziou                            | Crema Mississippi                   |
| 1988 | Dean Cundey                             | Qui ha enredat en Roger Rabbit?     |
| 1988 | Conrad L. Hall                          | Connexió tequila                    |
| 1988 | Sven Nykvist                            | La insostenible lleugeresa del ser  |
| 1988 | John Seale                              | Rain Man                            |
| 1989 | Freddie Francis                         | Temps de glòria                     |
| 1989 | Michael Ballhaus                        | Els fabulosos Baker Boys            |
| 1989 | Robert Richardson                       | Born on the Fourth of July          |
| 1989 | Mikael Salomon                          | The Abyss                           |
| 1989 | Haskell Wexler                          | L'escàndol Blaze                    |

### Dècada de 1990
| Any  | Director/s de fotografia | Pel·lícula                  |
| ---- | ------------------------ | --------------------------- |
| 1990 | Dean Semler              | Ballant amb llops           |
| 1990 | Allen Daviau             | Avalon                      |
| 1990 | Philippe Rousselot       | Henry & June                |
| 1990 | Vittorio Storaro         | Dick Tracy                  |
| 1990 | Gordon Willis            | El Padrí III                |
| 1991 | Robert Richardson        | JFK                         |
| 1991 | Adrian Biddle            | Thelma i Louise             |
| 1991 | Allen Daviau             | Bugsy                       |
| 1991 | Stephen Goldblatt        | El príncep de les marees    |
| 1991 | Adam Greenberg           | Terminator 2                |
| 1992 | Philippe Rousselot       | El riu de la vida           |
| 1992 | Stephen H. Burum         | Hoffa                       |
| 1992 | Robert Fraisse           | L'Amant                     |
| 1992 | Jack N. Green            | Sense perdó                 |
| 1992 | Tony Pierce-Roberts      | Retorn a Howards End        |
| 1993 | Janusz Kaminski          | La llista de Schindler      |
| 1993 | Gu Changwei              | Farewell My Concubine       |
| 1993 | Michael Chapman          | El fugitiu                  |
| 1993 | Stuart Dryburgh          | El piano                    |
| 1993 | Conrad L. Hall           | Searching for Bobby Fischer |
| 1994 | John Toll                | Llegendes de passió         |
| 1994 | Don Burgess              | Forrest Gump                |
| 1994 | Roger Deakins            | Cadena perpètua             |
| 1994 | Owen Roizman             | Wyatt Earp                  |
| 1994 | Piotr Sobocinski         | Tres colors: Vermell        |
| 1995 | John Toll                | Braveheart                  |
| 1995 | Michael Coulter          | Sentit i sensibilitat       |
| 1995 | Stephen Goldblatt        | Batman Forever              |
| 1995 | Emmanuel Lubezki         | La princeseta               |
| 1995 | Lü Yue                   | Shanghai Triad              |
| 1996 | John Seale               | El pacient anglès           |
| 1996 | Darius Khondji           | Evita                       |
| 1996 | Roger Deakins            | Fargo                       |
| 1996 | Caleb Deschanel          | Volant en llibertat         |
| 1996 | Chris Menges             | Michael Collins             |
| 1997 | Russell Carpenter        | Titanic                     |
| 1997 | Janusz Kaminski          | Amistad                     |
| 1997 | Roger Deakins            | Kundun                      |
| 1997 | Dante Spinotti           | L.A. Confidential           |
| 1997 | Eduardo Serra            | Les ales del colom          |
| 1998 | Janusz Kaminski          | Saving Private Ryan         |
| 1998 | Conrad Hall              | A Civil Action              |
| 1998 | Remi Adefarasin          | Elisabet                    |
| 1998 | Richard Greatrex         | Shakespeare in Love         |
| 1998 | John Toll                | The Thin Red Line           |
| 1999 | Conrad Hall              | American Beauty             |
| 1999 | Roger Pratt              | El final de l'idil·li       |
| 1999 | Dante Spinotti           | El dilema                   |
| 1999 | Emmanuel Lubezki         | Sleepy Hollow               |
| 1999 | Robert Richardson        | Snow Falling on Cedars      |

### Dècada de 2000
| Any  | Director/s de fotografia   | Pel·lícula                                               |
| ---- | -------------------------- | -------------------------------------------------------- |
| 2000 | Peter Pau                  | Tigre i drac                                             |
| 2000 | John Mathieson             | Gladiator                                                |
| 2000 | Lajos Koltai               | Malèna                                                   |
| 2000 | Roger Deakins              | O Brother, Where Art Thou?                               |
| 2000 | Caleb Deschanel            | El patriota                                              |
| 2001 | Andrew Lesnie              | El senyor dels anells: La germandat de l'anell           |
| 2001 | Bruno Delbonnel            | Amélie                                                   |
| 2001 | Slawomir Idziak            | Black Hawk abatut                                        |
| 2001 | Roger Deakins              | The Man Who Wasn't There                                 |
| 2001 | Donald M. McAlpine         | Moulin Rouge!                                            |
| 2002 | Conrad Hall                | Road to Perdition                                        |
| 2002 | Dion Beebe                 | Chicago                                                  |
| 2002 | Edward Lachman             | Lluny del cel]                                           |
| 2002 | Michael Ballhaus           | Gangs of New York                                        |
| 2002 | Paweł Edelman              | El pianista                                              |
| 2003 | Russell Boyd               | Master and Commander: The Far Side of the World          |
| 2003 | César Charlone             | Cidade de Deus                                           |
| 2003 | John Seale                 | Cold Mountain                                            |
| 2003 | Eduardo Serra              | Girl with a Pearl Earring                                |
| 2003 | John Schwartzman           | Seabiscuit                                               |
| 2004 | Robert Richardson          | L'aviador                                                |
| 2004 | John Mathieson             | The Phantom of the Opera                                 |
| 2004 | Zhao Xiaoding              | La casa de les dagues voladores                          |
| 2004 | Caleb Deschanel            | The Passion of the Christ                                |
| 2004 | Bruno Delbonnel            | Llarg diumenge de festeig                                |
| 2005 | Dion Beebe                 | Memòries d'una geisha                                    |
| 2005 | Wally Pfister              | Batman Begins                                            |
| 2005 | Rodrigo Prieto             | Brokeback Mountain                                       |
| 2005 | Robert Elswit              | Bona nit i bona sort                                     |
| 2005 | Emmanuel Lubezki           | El nou món                                               |
| 2006 | Guillermo Navarro          | El laberinto del fauno                                   |
| 2006 | Vilmos Zsigmond            | La dàlia negra                                           |
| 2006 | Emmanuel Lubezki           | Children of Men                                          |
| 2006 | Dick Pope                  | The Illusionist                                          |
| 2006 | Wally Pfister              | El truc final                                            |
| 2007 | Robert Elswit              | Pous d'ambició                                           |
| 2007 | Roger Deakins              | L'assassinat de Jesse James comès pel covard Robert Ford |
| 2007 | Seamus McGarvey            | Expiació                                                 |
| 2007 | Janusz Kaminski            | L'escafandre i la papallona                              |
| 2007 | Roger Deakins              | No Country for Old Men                                   |
| 2008 | Anthony Dod Mantle         | Slumdog Millionaire                                      |
| 2008 | Tom Stern                  | L'intercanvi                                             |
| 2008 | Claudio Miranda            | El curiós cas de Benjamin Button                         |
| 2008 | Wally Pfister              | El cavaller fosc                                         |
| 2008 | Roger Deakins Chris Menges | El lector                                                |
| 2009 | Mauro Fiore                | Avatar                                                   |
| 2009 | Barry Ackroyd              | En terra hostil                                          |
| 2009 | Robert Richardson          | Maleïts malparits                                        |
| 2009 | Bruno Delbonnel            | Harry Potter i el misteri del Príncep                    |
| 2009 | Christian Berger           | Das weiße Band                                           |

### Dècada de 2010
| Any  | Director/s de fotografia      | Pel·lícula                                       |
| ---- | ----------------------------- | ------------------------------------------------ |
| 2010 | Wally Pfister                 | Origen                                           |
| 2010 | Matthew Libatique             | Black Swan                                       |
| 2010 | Danny Cohen                   | El discurs del rei                               |
| 2010 | Jeff Cronenweth               | La xarxa social                                  |
| 2010 | Roger Deakins                 | True Grit                                        |
| 2011 | Robert Richardson             | Hugo                                             |
| 2011 | Guillaume Schiffman           | The Artist                                       |
| 2011 | Jeff Cronenweth               | Millennium: Els homes que no estimaven les dones |
| 2011 | Emmanuel Lubezki              | L'arbre de la vida                               |
| 2011 | Janusz Kamiński               | War Horse                                        |
| 2012 | Claudio Miranda               | La vida de Pi                                    |
| 2012 | Seamus McGarvey               | Anna Karenina                                    |
| 2012 | Robert Richardson             | Django desencadenat                              |
| 2012 | Janusz Kamiński               | Lincoln                                          |
| 2012 | Roger Deakins                 | Skyfall                                          |
| 2013 | Emmanuel Lubezki              | Gravity                                          |
| 2013 | Philippe Le Sourd             | The Grandmaster                                  |
| 2013 | Bruno Delbonnel               | Inside Llewyn Davis                              |
| 2013 | Phedon Papamichael            | Nebraska                                         |
| 2013 | Roger Deakins                 | Presoners                                        |
| 2014 | Emmanuel Lubezki              | Birdman or (The Unexpected Virtue of Ignorance)  |
| 2014 | Robert Yeoman                 | The Grand Budapest Hotel                         |
| 2014 | Łukasz Żal Ryszard Lenczewski | Ida                                              |
| 2014 | Dick Pope                     | Mr. Turner                                       |
| 2014 | Roger Deakins                 | Unbroken                                         |
| 2015 | Emmanuel Lubezki              | The Revenant                                     |
| 2015 | Edward Lachman                | Carol                                            |
| 2015 | Robert Richardson             | The Hateful Eight                                |
| 2015 | John Seale                    | Mad Max: fúria a la carretera                    |
| 2015 | Roger Deakins                 | Sicari                                           |
| 2016 | Linus Sandgren                | La La Land                                       |
| 2016 | Bradford Young                | Arrival                                          |
| 2016 | Greig Fraser                  | Lion                                             |
| 2016 | James Laxton                  | Moonlight                                        |
| 2016 | Rodrigo Prieto                | Silence                                          |
| 2017 | Roger Deakins                 | Blade Runner 2049                                |
| 2017 | Bruno Delbonnel               | Darkest Hour                                     |
| 2017 | Hoyte van Hoytema             | Dunkirk                                          |
| 2017 | Rachel Morrison               | Mudbound                                         |
| 2017 | Dan Laustsen                  | The Shape of Water                               |
| 2018 | Alfonso Cuarón                | Roma                                             |
| 2018 | Łukasz Żal                    | Cold War                                         |
| 2018 | Robbie Ryan                   | The Favourite                                    |
| 2018 | Caleb Deschanel               | Never Look Away                                  |
| 2018 | Matthew Libatique             | A Star Is Born                                   |
| 2019 | Roger Deakins                 | 1917                                             |
| 2019 | Rodrigo Prieto                | The Irishman                                     |
| 2019 | Lawrence Sher                 | Joker                                            |
| 2019 | Jarin Blaschke                | The Lighthouse                                   |
| 2019 | Robert Richardson             | Once Upon a Time in Hollywood                    |

### Dècada de 2020
| Any  | Director/s de fotografia | Pel·lícula                                    |
| ---- | ------------------------ | --------------------------------------------- |
| 2020 | Erik Messerschmidt       | Mank                                          |
| 2020 | Sean Bobbitt             | Judas and the Black Messiah                   |
| 2020 | Dariusz Wolski           | News of the World                             |
| 2020 | Joshua James Richards    | Nomadland                                     |
| 2020 | Phedon Papamichael       | The Trial of the Chicago 7                    |
| 2021 | Greig Fraser             | Dune                                          |
| 2021 | Dan Laustsen             | Nightmare Alley                               |
| 2021 | Ari Wegner               | The Power of the Dog                          |
| 2021 | Bruno Delbonnel          | The Tragedy of Macbeth                        |
| 2021 | Janusz Kaminski          | West Side Story                               |
| 2022 | James Friend             | Res de nou a l'oest                           |
| 2022 | Darius Khondji           | Bardo, falsa crónica de unas cuantas verdades |
| 2022 | Mandy Walker             | Elvis                                         |
| 2022 | Roger Deakins            | Empire of Light                               |
| 2022 | Florian Hoffmeister      | Tár                                           |
| 2023 | Hoyte van Hoytema        | Oppenheimer                                   |
| 2023 | Edward Lachman           | El conde                                      |
| 2023 | Rodrigo Prieto           | Killers of the Flower Moon                    |
| 2023 | Matthew Libatique        | Maestro                                       |
| 2023 | Robbie Ryan              | Poor Things                                   |

## Multiples guanyadors i nominats
| Premis | Nominacions | Nom               |
| ------ | ----------- | ----------------- |
| 4      | 18          | Leon Shamroy      |
| 4      | 10          | Joseph Ruttenberg |
| 3      | 15          | Robert Surtees    |
| 3      | 10          | Conrad Hall       |
| 3      | 10          | Robert Richardson |
| 3      | 8           | Emmanuel Lubezki  |
| 3      | 7           | Arthur C. Miller  |
| 3      | 5           | Freddie Young     |
| 3      | 4           | Vittorio Storaro  |
| 3      | 3           | Winton C. Hoch    |
| 2      | 15          | Roger Deakins     |
| 2      | 14          | Harry Stradling   |
| 2      | 10          | James Wong Howe   |
| 2      | 8           | Ray Rennahan      |
| 2      | 7           | Janusz Kamiński   |
| 2      | 6           | Charles Rosher    |
| 2      | 5           | Burnett Guffey    |
| 2      | 5           | Haskell Wexler    |
| 2      | 4           | William C. Mellor |
| 2      | 4           | Chris Menges      |
| 2      | 4           | Geoffrey Unsworth |
| 2      | 3           | Hal Mohr          |
| 2      | 3           | Sven Nykvist      |
| 2      | 3           | John Toll         |
| 2      | 2           | Freddie Francis   |

| Premis | Nominacions | Nom                |
| ------ | ----------- | ------------------ |
| 1      | 18          | Charles Lang       |
| 1      | 10          | William V. Skall   |
| 1      | 9           | W. Howard Greene   |
| 1      | 9           | Victor Milner      |
| 1      | 8           | George Barnes      |
| 1      | 8           | Joseph LaShelle    |
| 1      | 8           | Ernest Laszlo      |
| 1      | 7           | Daniel L. Fapp     |
| 1      | 7           | Tony Gaudio        |
| 1      | 7           | Ernest Haller      |
| 1      | 7           | Milton Krasner     |
| 1      | 6           | Harold Rosson      |
| 1      | 6           | Gregg Toland       |
| 1      | 5           | John Seale         |
| 1      | 5           | Joseph Valentine   |
| 1      | 4           | Néstor Almendros   |
| 1      | 4           | Robert Burks       |
| 1      | 4           | William Daniels    |
| 1      | 4           | Allen M. Davey     |
| 1      | 4           | Lee Garmes         |
| 1      | 4           | Loyal Griggs       |
| 1      | 4           | Ernest Palmer      |
| 1      | 4           | Wally Pfister      |
| 1      | 4           | Leonard Smith      |
| 1      | 4           | Karl Struss        |
| 1      | 4           | Vilmos Zsigmond    |
| 1      | 3           | Jack Cardiff       |
| 1      | 3           | Karl Freund        |
| 1      | 3           | Fred J. Koenekamp  |
| 1      | 3           | Sam Leavitt        |
| 1      | 3           | Lionel Lindon      |
| 1      | 3           | Oswald Morris      |
| 1      | 3           | Philippe Rousselot |
| 1      | 3           | Billy Williams     |
| 1      | 2           | Arthur Arling      |
| 1      | 2           | Dion Beebe         |
| 1      | 2           | Joseph Biroc       |
| 1      | 2           | Robert Elswit      |
| 1      | 2           | Greig Fraser       |
| 1      | 2           | Boris Kaufman      |
| 1      | 2           | Oliver T. Marsh    |
| 1      | 2           | Russell Metty      |
| 1      | 2           | Claudio Miranda    |
| 1      | 2           | Georges Périnal    |
| 1      | 2           | Paul C. Vogel      |
| 1      | 1           | John Alcott        |
| 1      | 1           | Russell Carpenter  |
| 1      | 1           | Alfonso Cuarón     |
| 1      | 1           | Anthony Dod Mantle |
| 1      | 1           | Andrew Lesnie      |
| 1      | 1           | Erik Messerschmidt |
| 1      | 1           | Guillermo Navarro  |
| 1      | 1           | Linus Sandgren     |

| Premis | Nominacions | Nom                 |
| ------ | ----------- | ------------------- |
| 0      | 13          | George J. Folsey    |
| 0      | 7           | Edward Cronjager    |
| 0      | 7           | John F. Seitz       |
| 0      | 6           | Caleb Deschanel     |
| 0      | 6           | Bruno Delbonnel     |
| 0      | 6           | Russell Harlan      |
| 0      | 5           | Allen Daviau        |
| 0      | 5           | Rudolph Maté        |
| 0      | 5           | Franz Planer        |
| 0      | 5           | Owen Roizman        |
| 0      | 4           | Charles G. Clarke   |
| 0      | 4           | William A. Fraker   |
| 0      | 4           | Robert H. Planck    |
| 0      | 4           | Joseph Walker       |
| 0      | 3           | Michael Ballhaus    |
| 0      | 3           | Norbert Brodine     |
| 0      | 3           | Arthur Edeson       |
| 0      | 3           | Bert Glennon        |
| 0      | 3           | Ray June            |
| 0      | 3           | Joseph MacDonald    |
| 0      | 3           | Ted D. McCord       |
| 0      | 3           | Sol Polito          |
| 0      | 3           | Rodrigo Prieto      |
| 0      | 3           | Douglas Slocombe    |
| 0      | 3           | William E. Snyder   |
| 0      | 2           | Joseph August       |
| 0      | 2           | Michael Chapman     |
| 0      | 2           | William H. Clothier |
| 0      | 2           | Edward Colman       |
| 0      | 2           | Stanley Cortez      |
| 0      | 2           | Jeff Cronenweth     |
| 0      | 2           | Stephen Goldblatt   |
| 0      | 2           | Richard H. Kline    |
| 0      | 2           | Edward Lachman      |
| 0      | 2           | Philip H. Lathrop   |
| 0      | 2           | Dan Laustsen        |
| 0      | 2           | Matthew Libatique   |
| 0      | 2           | John Mathieson      |
| 0      | 2           | Seamus McGarvey     |
| 0      | 2           | Miroslav Ondříček   |
| 0      | 2           | J. Peverell Marley  |
| 0      | 2           | Don Peterman        |
| 0      | 2           | Tony Pierce         |
| 0      | 2           | Dick Pope           |
| 0      | 2           | Eduardo Serra       |
| 0      | 2           | Dante Spinotti      |
| 0      | 2           | Harry Stradling Jr. |
| 0      | 2           | Leo Tover           |
| 0      | 2           | Sidney Wagner       |
| 0      | 2           | Gordon Willis       |
| 0      | 2           | Łukasz Żal          |
| 0      | 2           | Phedon Papamichael  |